# Mosaïque des quatre fleuves
La mosaïque dite des quatre fleuves est une mosaïque romane, située dans la chapelle Saint-Nicolas de l'ancien palais épiscopal de Die, où elle servait de tapis d'autel. Elle est la représentation symbolique de l'univers.
Elle représente les quatre fleuves qui abreuveraient le jardin d'Éden mentionnés dans la Bible, dans le deuxième chapitre de la Genèse (Gn 2,11 & 12). Ceux-ci sont figurés partant du motif central circulaire et dirigés vers les angles de la mosaïque. Ils sont nommés dans un cartouche circulaire, avec une orthographe approximative : Geon (le Gihon dans la Bible), Fison (le Pishon dans la Bible), Tigris (le Tigre), Eufrates (l'Euphrate).

## Historique
La chapelle Saint-Nicolas a été édifiée dans une tour rectangulaire de l’ancienne muraille du Bas-Empire romain de Die. Elle est mentionnée pour la première fois par les textes en 1194. Elle est désaffectée du culte au XVIIIe siècle, utilisée comme salle de justice de paix, puis comme dépôt des archives municipales de Die. L’intérêt de la mosaïque fut néanmoins remarqué au XIXe siècle lors d'une visite de François Artaud qui en fit un relevé. Interprétée à tort comme une mosaïque de baptistère, elle est de nouveau signalée 1867 par de Rossi. Elle a été classée au patrimoine culturel le 2 mars 1906, puis restaurée en 1912,.

## Datation
Des études ont proposé des datations de l'Antiquité tardive, aux IVe – Ve siècles, ou aux VIIe – VIIIe siècles, tandis que la base Palissy la classe fautivement comme gallo-romaine. Pour Gustave Vallier, la mosaïque des quatre fleuves, qui est parfaitement adaptée aux dimensions de la pièce, n'a pas pu être récupérée d'un monument antique pour être transportée à cet emplacement. Elle est d'évidence de la même période médiévale que la chapelle épiscopale et ne peut pas être antérieure au XIe siècle.
On ne retrouve pas dans la mosaïque de Die la marque des ateliers connus du Sud-Est de la France, ce qui ne permet pas un recoupement de datation. L’architecture de la chapelle Saint-Nicolas est du XIIe siècle. L’épigraphie observable dans les noms des fleuves fournit quelques indices : la claire lisibilité du texte avec la présence d’une seule ligature (le TE de EVFRATES) témoigne de l’abandon des graphies du XIe siècle, tandis que le dessin en spirale du G apparaît au XIIe siècle. Enfin, la séparation entre les noms par trois points superposés est en usage au XIIe siècle et au XIIIe siècle. Pour ces arguments, Henri Desaye suggère une datation dans le deuxième tiers du XIIe siècle.

## Description

### Caractéristiques générales
La chapelle Saint-Nicolas occupe un espace intérieur à peu près rectangulaire d’environ 5,3 mètres sur 6,69 mètres. La mosaïque occupe presque toute la surface au sol, elle mesure pour les côtés est-ouest 4,32 mètres et 4,55 mètres, contre 3,70 mètres et 3,79 mètres pour les côtés nord-sud.
Les motifs sont constitués de fragments de marbre probablement récupérés sur des décors antiques, de plaques de terre cuite rouges et de tesselles irrégulières blanches, noires, beiges ou jaunes, roses ou rouges, vertes. La densité des tesselles est en moyenne de 70 par décimètre carré (opus tessellatum), et pour les parties les plus finement dessinées, elle monte à 125 – 150 tesselles par décimètre carré (opus vermiculatum).
La mosaïque est bordée sur ses quatre côtés d'une bande formée de losanges de marbre entre des triangles de terre cuite, prise entre deux bandes étroites qui alternent des plaques de marbre blanc rectangulaires et des carreaux de terre cuite rouge. Une seconde bordure, à l'intérieur de la précédente et sur trois côtés, est constituée d'une série assez mal alignée de cercles de marbre ou de terre cuite rouge.

### Composition décorative et symbolisme[3]
Le thème religieux a été interprété au XIXe siècle comme un décor de baptistère, comme illustration de l'eau du baptême se déversant sur le monde. Cette interprétation n'est plus retenue, car elle n'explique pas le décor animalier et végétal, et il manque une figuration traditionnellement associée au baptême, le cerf venant se désaltérer à la source de vie. L'identification comme les quatre fleuves irriguant le jardin d'Éden correspond mieux à cette composition.
L’ensemble de la composition sur fond blanc est centrée sur un médaillon circulaire, d’où rayonnent vers les angles les quatre motifs des fleuves. Le pourtour de la composition est bordé sur trois côtés d’une bande ondulante, qui représente l’Océan qui entoure le Monde et où se jettent les fleuves. Le quatrième côté, entre le Tigre et l’Euphrate, est fermé par un rinceau et une frise en tresse. Dans deux des angles de la mosaïque, une tête souffle dans un double olifant, une autre exhale une sorte de fleuron : elles symbolisent les vents.
Au centre du médaillon, une sorte d’étoile à huit branches, qui peut être vue comme un carré bordé de quatre tracés en sablier, symbolise probablement l’étoile polaire. Elle est entourée de trois motifs concentriques : une série de douze cercles de porphyre vert (les mois de l’année ou les signes du zodiaque), puis une dentelure à 23 pointes, peut-être pour les 24 heures du jour, en admettant une erreur de tracé. Enfin une couronne en fond bleu clair contient les noms des quatre fleuves.
Les quatre fleuves qui partent de la zone centrale sont des filets ondulés crachés par des têtes de teinte rougeâtre placées en dessous du nom de chaque fleuve. Individualisées par un dessin différent, elles combinent des caractéristiques humaines (chevelure, yeux, nez) et animales (cornes, oreilles dépassant de la tête). Chaque tête est accompagnée d’un petit motif : rosace pour le Fison, couteau pour le Geon, clé pour le Tigre et forces, outil de tonte de mouton avec l’Euphrate. Ces objets sont des symboles, dont l’interprétation donne lieu à divers avis : escarboucle pour la rosace, sacrifice d'Isaac pour le couteau et les forces, clé du Paradis ou du jardin d’Éden.
Chaque fleuve traverse un décor qui lui est propre, semble-t-il en relation avec les quatre éléments constitutifs du monde dans la vision médiévale, à condition d’associer le Feu à l’étoile centrale, les fleuves étant alors en correspondance avec les trois autres éléments, Terre, Air et Eau. Le Geon se déverse dans un monde aquatique, entre des poissons et des algues flottantes. Les ondulations rouges font clairement allusion à la mer Rouge qui borde l’Éthiopie, terre irriguée par le Geon. Le Fison est lié au monde aérien, suggéré par deux oiseaux et cinq arbres. L’Euphrate et le Tigre irriguent quant à eux le monde terrestre à la faune nombreuse, peuplée de créatures réelles de tous les milieux (oiseaux, palmipède, grue ou cigogne, loup ou chien, écrevisse) ou fantastiques (ondine, griffon). Cette partie de la mosaïque est réalisée avec le plus de soin.
Les vides de la composition sont remplis par 17 motifs en rosace au dessin complexe. Leur interprétation est difficile : ce pourrait être les lumières célestes, ou bien les pierres précieuses qui selon la Bible parsèment le jardin d’Éden.
Galerie :

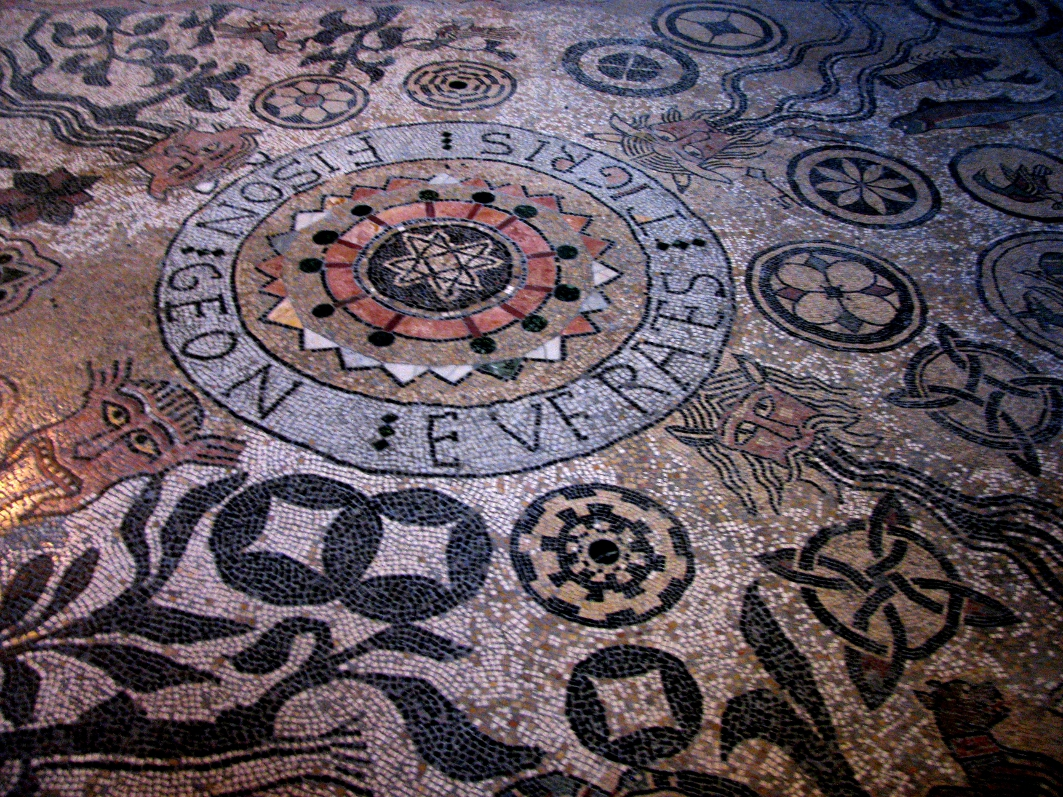
Médaillon central
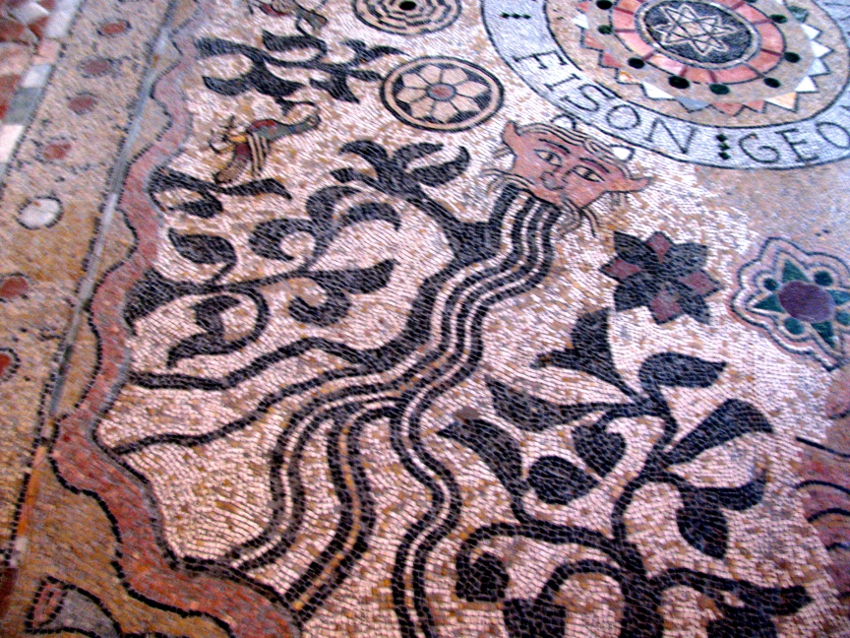
Le Fison ou Pishon
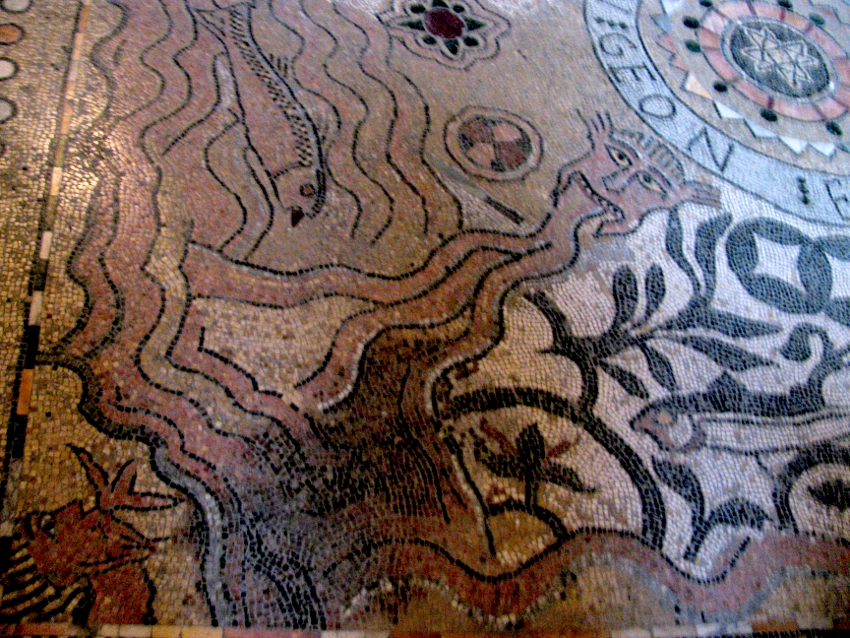
Le Geon ou Gihon ; dans l'angle, une tête souffle le vent.
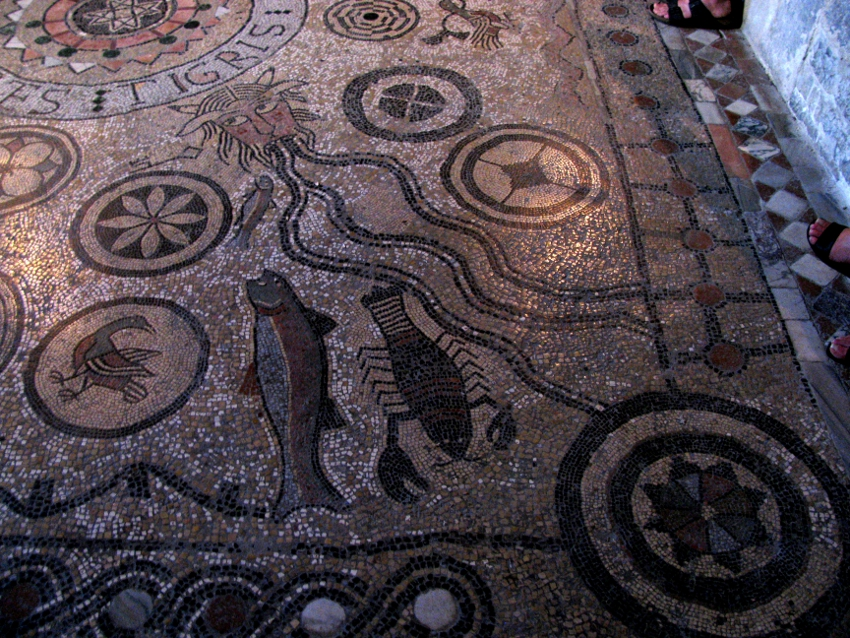
Le Tigre
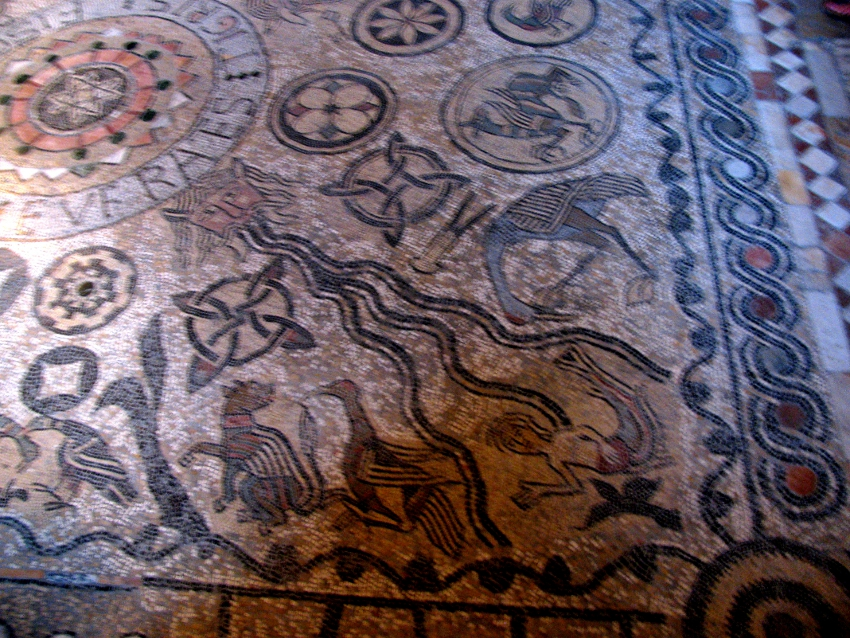
L'Euphrate et sa faune